# Таллийтриплутоний
Таллийтриплутоний — бинарное неорганическое соединение, интерметаллид плутония и таллия с формулой Pu3Tl, кристаллы.

## Получение
- Сплавление стехиометрических количеств чистых веществ:

{\displaystyle {\mathsf {3Pu+Tl\ {\xrightarrow {T}}\ Pu_{3}Tl}}}

## Физические свойства
Таллийтриплутоний образует кристаллы кубической сингонии, пространственная группа P m3m, параметры ячейки a = 0,4723 нм, Z = 1, структура типа тримедьзолота AuCu3.